# Turbinicarpus beguinii
Espèce
Synonymes
- Echinocactus beguinii A.A.Weber ex K.Schum.[1]
- Gymnocactus beguinii (A.A.Weber ex K.Schum.) Backeb.[1]
- Neolloydia beguinii (F.A.C. Weber ex K. Schum.) Britton & Rose[1]
- Neolloydia glassii Doweld[2] [1]
- Neolloydia smithii var. beguinii (F.A.C. Weber ex K. Schum.) Kladiwa & Fittkau[1]
- Thelocactus beguinii N. P. Taylor[3]
- Turbinicarpus beguinii subsp. beguinii[1]
- Turbinicarpus mandragora subsp. beguinii (N.P. Taylor) Lüthy[1]

Statut de conservation UICN

 LC  : Préoccupation mineure
Turbinicarpus beguinii est une espèce de plantes à fleurs de la famille des Cactaceae et du genre Turbinicarpus. C'est un cactus endémique du Mexique.

## Liste des sous-espèces
- sous-espèce Turbinicarpus beguinii subsp. beguinii
- sous-espèce Turbinicarpus beguinii subsp. hintoniorum
- sous-espèce Turbinicarpus beguinii subsp. zaragosae (Glass & R.A. Foster) D.R. Hunt
- sous-espèce Turbinicarpus beguinii subsp. pailanus (Halda & Panar.) U. Guzmán